# Брикайло Сергій Олександрович
Сергі́й Олекса́ндрович Бриќайло (29 вересня 1976, м. Кривий Ріг— 19 жовтня 2022, Нова Кам'янка (Бериславський район) Херсонська область)— український військовик, старший сержант, командир третього взводу другої роти механізованого батальйону 17 окремої танкової Криворізької бригада імені Костянтина Пестушка Збройних сил України; захисник територіальної цілісності і суверенітету України під час повномасштабної російсько-української війни, що почалася 24 лютого 2022 року. 

## Біографія
Народився 29 вересня 1976 року в місті Кривому Розі, що на Дніпропетровщині.  Закінчив Криворізьку  загальноосвітню школу № 118 , яка знаходиться мікрорайоні Сонячний, де він і проживав. Потім  вчився у будівельному коледжі Криворізького гірничорудного інституту за спеціальністю "Промислове та цивільне будівництво". Отримав спеціаліст інженер-будівельник.

## Військова служба
Строкову військову службу проходив у 1994-1996 році. 73-й морський центр спеціальних операцій (Україна)
У 2015 році Сергія мобілізували. Протягом семи років він боронив Батьківщину в зонах Антитерористичної операції та Операції об'єднаних сил на Донеччині та Луганщині у лавах 17 танкової бригади Кривого Рогу. 
На початок повномасштабної агресії російської федерації у лютому 2022 знаходився в Луганській області на 29 блокпосту Бої за Бахмутку
Вересень - жовтень визволення Херсону

## Загибель
19 жовтня 2022 року під час виконання чергового бойового завдання Сергій Брикайло загинув,  у районі населеного пункту Нова Кам'янка Бериславського району Херсонської області.
До останнього подиху він був вірний військовій присязі, служив Батьківщині та народу України.

## Сім'я
Батьки — Брикайло Марія Василівна  та Олександр Олександрович  
Сестра -  Наталія Олександрівна 
Дружина -  Лариса  та дві доньки — Олександра та Мілана.

Так сестра Наталія згадує свого брата 
Початок повномасштабного вторгнення  Сергій зустрів в Луганській області на тому самому злощасному 29 блокпосту, про який говорили ще у 2014 році. На той час він був старшим на першому спостережному пункті. З початку лютого і до 6 квітня тут були запеклі бої. Хлопців обстрілювали з усього, що мали: артилерія, фосфорні бомби, літаки, постійні диверсійні групи. Було пряме попадання в бліндаж, за раз могло прилетіти понад 200 снарядів, але вони трималися. Я не знаю як, і де вони брали сили, але вони трималися, трималися, поки було хоч маленьке місце, де можна було сховатися чи присісти, майже не спали. Завжди дивувало, що навіть в такому пеклі можна було отримати повідомлення:« На посту, сегодня в меню грады, танки были, ожидаем десерты минометные».
6 квітня вимушені були відійти і зайняти оборону Новотошкінського.
На Херсонщині його призначили командиром взвода. Хлопці очима в бою шукали саме його, казали, що як бачимо, то розуміємо, що все буде добре. Говорили: «Усе зробимо правильно,  ти тільки не хвилюйся, «Глобусе»!» І між собою називали його «Атласом». А він не міг не хвилюватися, вже така він був людина.

Лариса Брикайло згадувала свого чоловіка:
Він казав мені, що у військовій справі знайшов себе."  

## Нагороди
- 26 жовтня 2022 року, у день похоронів Сергія Брикайла, у Кривому Розі його родинні було вручено відзнаку Сергія Олександровича "За заслуги перед містом" III ступеня (посмертно) за проявлену мужність перед Українським народом.
- Указом Президента України №190/2022 "Про відзначення державними нагородами України"  старшого сержанта Сергія Брикайло було нагороджено  медаллю “За військову службу Україні”
- Нагрудний знак «Учасник АТО»
- Нагрудний знак «За зразкову службу»

## Вшанування пам'яті
26 жовтня 2022 року тіло Сергія Брикайло поховали на Секторі почесних поховань Центрального кладовища Кривого Рогу.
На будівлі Криворізької школи № 118 (мікрорайон Сонячний буд. 1), де навчався Сергій, на його честь було відкрито меморіальну дошку